# Casino de Cabourg
Le casino de Cabourg est un casino situé à Cabourg, dans le département du Calvados en Normandie. Il appartient au groupe Partouche. Il dispose en plus des salles de jeux d’un restaurant panoramique aussi appelé le « Kaz ».

## Histoire
À l’origine, Henri-Durand Morimbeau, avocat, et Achille Colin, secrétaire, décidèrent de créer un casino à Cabourg. La construction débute le 9 mai 1854. Il s’agit d’un casino en bois.
Mais le casino est trop proche de la digue. En 1867, l’architecte Isouard  en construit un nouveau. Le nouveau casino est plus proche de la mer, à quelques pas du grand Hôtel de la Plage, construit en 1862. Une grande salle de bal est ajoutée en 1880 pour agrandir le casino jugé trop petit. L’établissement est modernisé en 1891 par Charles Bertrand avec l’arrivée de l’électricité. Mais celui-ci décide finalement en 1909 de construire un nouveau casino en même temps que le grand hôtel attenant.
La municipalité rachète le casino en 1956. Il est géré par le groupe Partouche depuis 1997.  En 2006, le conseil municipal a renouvelé la gestion de l’établissement au groupe Partouche  pour les quinze années à venir. Entre 2006 et 2007, il connait des travaux d'agrandissement. 
Les façades et toitures, le vestibule de la rotonde sud-est, avec l'ensemble de son décor, la salle de spectacle avec l'ensemble de son décor, y compris l'installation électrique incorporée ont été inscrits aux monuments historiques par arrêté du 6 octobre 1993.